# Disco Extravaganza
Disco Extravaganza é o álbum de estreia da banda suéca Army of Lovers, lançado no ano de 1990, em alguns lugares foi lançado com o título Army of Lovers. O álbum foi originalmente planejado para ser lançado somente na Escandinávia, mas quando eles se apresentaram no Super Chanel-Show, 40 milhões de pessoas no Japão assistiram e ele foi lançado lá também. Uma versão remasterizada foi lançada em 2007.
O álbum vendeu aproximadamente 3.2 milhões de cópias com dois singles de sucesso "Ride of Bullet" e "My Army of Lovers", que ganhou um Grammy suéco.

## Faixas
1. "Birds of Prey" (1:11)
2. "Ride the Bullet" (4:17)
3. "Supernatural" (4:11)
4. "Viva la Vogue" (3:33)
5. "Shoot That Laserbeam" (4:23)
6. "Love Me Like a Loaded Gun" (4:58)
7. "Baby's Got a Neutron Bomb" (3:24)
8. "Love Revolution" (3:59)
9. "Scorpio Rising" (4:33)
10. "Mondo Trasho" (4:24)
11. "Dog" (4:05)
12. "My Army of Lovers" (3:28)
13. "Hey Mr. DJ" (3:46)
14. "I Am the Amazon" (4:14)
15. "Planet Coma 3AM" (3:56)[3]